# Juraj Nikolac
Juraj Nikolac (Metković, 22. travnja 1932.), hrvatski šahist, velemajstor.
Član splitskog Mornara od osnutka. Osvojio je prvo prvenstvo Mornara odigrano u godini osnutka kluba (1951.). Iste 1951. postao majstor u Sarajevu. Odlaskom na studij u Zagreb nastupa za ŠK Mladost. Od sredine pedesetih do 1965. nema ga u šahu zbog posvećenosti znanosti. Po povratku pokazao da nije izašao iz šahovskog znanja. Godine 1968. pobijedio na prvenstvu Hrvatske. Međunarodni majstor nakon turnira mira 1975. u Zagrebu. FIDe mu je 1980. FIDE priznala velemajstorski naslov. Pobijedio na nekoliko međunarodnih turnira od 1985. do 1987. godine.
Na hrvatskoj je nacionalnoj ljestvici od 1. ožujka 2012. godine trideset i treći po rezultatima, s 2397 bodova.
Po statistikama FIDE sa službenih internetskih stranica od 12. travnja 2012., 1168. je igrač na ljestvici aktivnih šahista u Europi a 1482. na svijetu.
Naslov međunarodnog majstora 1975. godine.
1979. je godine stekao velemajstorski naslov.